# Privateering
| Recensione    | Giudizio |
| ------------- | -------- |
| AllMusic      |          |
| Rolling Stone |          |

Privateering è il settimo album discografico del cantautore e chitarrista britannico Mark Knopfler, pubblicato il 3 settembre 2012 dalla Mercury Records.

## Il disco
Il disco è un doppio album di inediti che incorpora il blues rock con il folk tradizionale e la musica country. Si tratta del primo doppio album della carriera di Mark Knopfler.

## Tracce
Tutti i brani sono di Mark Knopfler ad eccezione di Miss You Blues (testo di Mark Knopfler, musica tratta dalla melodia tradizionale Deep Blue Sea e arrangiata da Mark Knopfler).

### Disco 1
1. Redbud Tree – 3:20
2. Haul Away – 4:01
3. Don't Forget Your Hat – 5:15
4. Privateering – 6:20
5. Miss You Blues – 4:18
6. Corned Beef City – 3:32
7. Go, Love – 4:52
8. Hot or What – 4:54
9. Yon Two Crows – 4:26
10. Seattle – 4:17

Durata totale: 45:15

### Disco 2
1. Kingdom of Gold – 5:22
2. Got to Have Something – 4:01
3. Radio City Serenade – 5:13
4. I Used to Could – 3:36
5. Gator Blood – 4:15
6. Bluebird – 3:27
7. Dream of the Drowned Submariner – 5:00
8. Blood and Water – 5:20
9. Today Is Okay – 4:45
10. After the Beanstalk – 3:54

Durata totale: 44:53

### Disco bonus edizione deluxe
1. Why Aye Man (live) – 7:12
2. Cleaning My Gun (live) – 4:43
3. Corned Beef City (live) – 4:26
4. Sailing to Philadelphia (live) – 7:12
5. Hill Farmer's Blues (live) – 5:18

Durata totale: 28:51

## Musicisti
- Mark Knopfler – voce e chitarre
- Richard Bennett – chitarre, bouzouki e tiple colombiano
- Jim Cox – pianoforte e organo
- Guy Fletcher – tastiera e cori
- John McCusker – fiddle e cittern
- Michael McGoldrick – tin whistle e uilleann pipes
- Phil Cunningham – fisarmonica
- Glenn Worf – basso elettrico e contrabbasso
- Ian Thomas – batteria
- Kim Wilson – armonica a bocca
- Tim O'Brien – mandolino e cori
- Paul Franklin – pedal steel guitar
- Ruth Moody – cori
- Rupert Gregson-Williams – cori
- Chris Botti – tromba
- Nigel Hitchcock – sassofono
- John Charnec – clarinetto
- Strumenti ad arco arrangiati da Mark Knopfler e Guy Fletcher, diretti da Rupert Gregson-Williams

## Classifiche
| Classifica (2012)  | Posizione massima |
| ------------------ | ----------------- |
| Australia          | 25                |
| Austria            | 1                 |
| Belgio (Fiandre)   | 2                 |
| Belgio (Vallonia)  | 3                 |
| Canada             | 23                |
| Danimarca          | 2                 |
| Finlandia          | 7                 |
| Francia            | 10                |
| Germania           | 1                 |
| Italia             | 2                 |
| Norvegia           | 1                 |
| Nuova Zelanda      | 3                 |
| Paesi Bassi        | 1                 |
| Polonia            | 2                 |
| Portogallo         | 12                |
| Regno Unito        | 8                 |
| Repubblica Ceca    | 5                 |
| Spagna             | 2                 |
| Stati Uniti        | 65                |
| Stati Uniti (rock) | 18                |
| Svezia             | 2                 |
| Svizzera           | 2                 |